# Mumin Gala
Mumin Booqora Gala, talvolta accreditato come Moumin Guelleh (Gibuti, 6 aprile 1986), è un ex mezzofondista e maratoneta gibutiano.

## Palmarès
| Anno | Manifestazione           | Sede           | Evento         | Risultato | Prestazione | Note                          |
| ---- | ------------------------ | -------------- | -------------- | --------- | ----------- | ----------------------------- |
| 2011 | Mondiali                 | Taegu          | 5000 m piani   | Batteria  | 13'48"19    |                               |
| 2011 | Giochi panafricani       | Maputo         | 5000 m piani   | 7º        | 13'45"28    |                               |
| 2011 | Giochi panarabi          | Doha           | 5000 m piani   | 5º        | 13'50"43    |                               |
| 2011 | Giochi panarabi          | Doha           | 10000 m piani  | Argento   | 28'43"32    |                               |
| 2012 | Giochi olimpici          | Londra         | 5000 m piani   | 13º       | 13'50"26    |                               |
| 2013 | Arabi                    | Doha           | 5000 m piani   | Bronzo    | 14'08"62    |                               |
| 2013 | Arabi                    | Doha           | 10000 m piani  | Bronzo    | 29'54"20    |                               |
| 2013 | Giochi della Francofonia | Nizza          | 10000 m piani  | dnf       | dnf         |                               |
| 2014 | Africani                 | Marrakech      | 5000 m piani   | 10º       | 14'02"16    |                               |
| 2016 | Giochi olimpici          | Rio de Janeiro | Maratona       | 12º       | 2h13'04"    | Miglior prestazione personale |
| 2017 | Mondiali                 | Londra         | Maratona       | dns       | dns         |                               |
| 2019 | Giochi panafricani       | Rabat          | Mezza maratona | dnf       | dnf         |                               |
| 2022 | Campionati africani      | Saint-Pierre   | 5000 m piani   | 11º       | 14'22"51    |                               |
| 2022 | Campionati africani      | Saint-Pierre   | 10000 m piani  | 10º       | 29'57"43    |                               |
| 2024 | Giochi panafricani       | Accra          | Mezza maratona | 9º        | 1h07'37"    |                               |

## Altre competizioni internazionali
2005
- 9º alla Great South Run ( Portsmouth), 10 miglia - 48'20"

2006
- 18º alla Great Manchester Run ( Manchester) - 29'20"

2007
- 7º alla Great South Run ( Portsmouth), 10 miglia - 48'41"
- 7º alla Great Manchester Run ( Manchester) - 28'53"
- 4º alla Chichester Priory Road Race ( Chichester) - 29'32"
- 9º al Liverpool Cross Challenge ( Liverpool) - 31'02"
- 6º al Great Edinburgh Crosscountry ( Edimburgo) - 12'48"

2008
- 10º alla Great South Run ( Portsmouth), 10 miglia - 48'16"
- Argento alla Cabbage Patch ( Twickenham) - 49'23"
- 8º alla Great Manchester Run ( Manchester) - 28'48"
- 4º alla Great Edinburgh Run ( Edimburgo) - 29'39"
- 8º alla Great Ireland Run ( Dublino) - 30'23"
- 20º al Great Edinburgh Crosscountry ( Edimburgo) - 30'01"
- 5º al McCain UK Cross Challenge ( Liverpool) - 29'43"

2009
- 5º alla Great South Run ( Portsmouth), 10 miglia - 48'00"
- Oro alla Cabbage Patch ( Twickenham) - 50'03"
- Argento alla Great Yorkshire Run ( Sheffield) - 28'38"
- 4º alla Bupa Great Capital Run ( Londra), 5 km - 14'03"
- Oro alla Lord Mayor’s City Centre Classic ( Norwich), 5 km - 14'25"
- 28º al Great Edinburgh Crosscountry ( Edimburgo) - 29'17"

2010
- 4º alla Mezza maratona di Bristol ( Bristol) - 1h05'05"
- Argento alla Bristol 10 km ( Bristol) - 29'05"

2014
- Bronzo alla Abu Dhabi 10 km ( Abu Dhabi) - 27'51"

2016
- 12º alla Maratona di Amburgo ( Amburgo) - 2h14'36"

2017
- Bronzo alla Mezza maratona di Rabat ( Rabat) - 1h02'41"
- 13º alla TCS World 10 km ( Bangalore) - 30'39"